# Мензель-Бургіба
Мензель-Бургіба (араб. منزل بورقيبة) — місто на крайній півночі Тунісу. Входить до складу вілаєту Бізерта. Назва міста перекладається як «дім Бургіби» і названа на честь першого президента країни Хабіба Бургіби. Колишня назва — Ферівілль (фр. Ferryville). Станом на 2004 рік тут проживало 47 742 особи.

## Міста-побратими
- Штутгарт (з 1971 року)